# Herb Marek
Herb Marek – jeden z symboli miasta Marki w postaci herbu.

## Wygląd i symbolika
Herb przedstawia mur czerwony blankowany na złotym polu z bramą otwartą, w bramie czarny kaduceusz, zielona głowica ze złotą koroną królewską.

## Historia

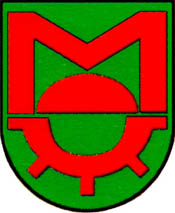
Herb Marek w latach 1967–1998

Herb nadano miastu w 1967 roku razem z Prawa prawami miejskimi. Herb ten przedstawiał literę „M”, pod którą umieszczono wizerunek połowy koła zębatego w kolorze czerwonym na zielonym polu. Litera M nawiązywała do nazwy miejscowości, koło zębate miało najprawdopodobniej nawiązywać do tradycji przemysłowych, m.in. fabryki firmy Briggs, Posselt i Spółka lub do rozwijającego się tu przemysłu.
3 marca 1998 uchwałą nr VI/219/98 Rady Miejskiej w Markach przyjęty został nowy herb. W zielonym polu umieszczono złotą królewską koronę nawiązującą do wsi królewskiej, jaką Marki były w XVI–XVIII wieku. Pod koroną na złotym polu znajdują się ceglane mury miejskie z wieżą bramną, symbolizujące liczne mareckie cegielnie, choć samo miasto nigdy nie posiadało fortyfikacji. W bramie umieszczono kaduceusz symbolizujący obecny, handlowo-usługowy charakter miasta.